# Zjawin
Bartosz Cezary Zjawin ps. Zjawin (ur. 2 czerwca 1983, zm. 26 października 2011) – polski producent muzyczny związany ze środowiskiem hip-hopowym.
Stworzył podkłady muzyczne na takie płyty jak Muzyka emocjonalna Pezeta, Eternia Eldo, Reaktywacja Grammatika, Dziennik 2010 Procenta czy Historie z sąsiedztwa zespołu Płomień 81. Współpracował również z zespołem Kanał Audytywny.
Zginął tragicznie w wyniku upadku podczas prac na wysokościach. Spadł z wysokości dziesiątego piętra.
W czerwcu 2012 roku ukazała się jego pośmiertna płyta pt. Wszystko jedno z udziałem m.in. Sokoła, Pezeta i Chady. Zadebiutowała na 43. miejscu notowania OLiS.

## Dyskografia
Albumy producenckie
| Rok                        | Album                                                              | Pozycja na liście |
| Rok                        | Album                                                              | POL               |
| -------------------------- | ------------------------------------------------------------------ | ----------------- |
| 2009                       | Promo Sampler - Data: 12 września 2009 - Wydawca: brak (nielegal)  | –                 |
| 2012                       | Wszystko jedno - Data: 15 czerwca 2012 - Wydawca: Aloha/Jazz Sound | 43                |
| „–” album nie był notowany |                                                                    |                   |

Inne (produkcja utworów)
| Rok  | Utwór                                                                                | Album                                      | Źródło |
| ---- | ------------------------------------------------------------------------------------ | ------------------------------------------ | ------ |
| 2003 | „Eternia”                                                                            | Eternia – Eldo                             | [ 7 ]  |
| 2005 | „Odwaga”                                                                             | Historie z sąsiedztwa – Płomień 81         | [ 8 ]  |
| 2005 | „Rozum ponad materią”                                                                | 3 – Grammatik                              | [ 9 ]  |
| 2006 | „Stare śmieci” – Małolat, Ero                                                        | Prosto Mixtape Deszczu Strugi (kompilacja) | [ 10 ] |
| 2008 | „Chcesz to klaszcz”                                                                  | Progres – 1z2                              | [ 11 ] |
| 2008 | „Zamiast wstępu” „Opowiadam historie” „Ty i ty...” „Miasto gwiazd” „Wszystko jedno?” | Nie pytaj o nią – Eldo                     | [ 12 ] |